# Circolo Scherma Fides
Il Circolo Scherma Fides Livorno è una delle associazioni sportive più antiche d'Italia e una delle più vincenti del mondo. Affiliato alla Federazione Italiana Scherma, il Circolo è stato insignito di importanti onorificenze tra cui la Medaglia d'oro al valore atletico e il Collare d'oro al merito sportivo.

## Storia
Fondato a Livorno nel 1892 da Giuseppe Nadi, detto Beppe, il Circolo Fides è, tra le palestre italiane, quella che ha generato il più alto numero di campioni tanto da essere riconosciuta come una delle più importanti scuole schermistiche al mondo.
Il fondatore, Giuseppe Nadi, fu un grande maestro d'armi che seppe formare un gruppo di schermidori tra i quali spiccavano i suoi due figli: Aldo Nadi e Nedo Nadi. 
Nedo Nadi, uno dei più grandi schermidori di tutti i tempi, è passato alla storia per la grande impresa compiuta ai Giochi della VII Olimpiade di Anversa del 1920 dove riuscì a vincere la medaglia d'oro in tutte e tre le armi, sciabola a squadre e individuale, fioretto a squadre e individuale e spada a squadre (alla gara individuale di spada non poté partecipare a causa di un malessere). L'Italia ai Giochi della VII Olimpiade di Anversa era rappresentata in gran parte da schermidori provenienti dal Circolo Scherma Fides Livorno. Oltre a Nedo, erano infatti presenti: Aldo Nadi, Oreste Puliti, Baldo Baldi, Dino Urbani e Andrea Marrazzi che conquistarono l'oro a squadre in tutte le specialità. Aldo Nadi vinse anche l'argento nella sciabola individuale dietro al fratello. 
Oltre ai già citati campioni, dal Circolo Scherma Fides sono usciti, in ogni epoca, un numero elevato di grandi schermidori. Bino Bini, Giorgio Chiavacci, Gustavo Marzi, Athos Tanzini, Aldo Montano senior (nonno dell'Aldo Montano dei nostri giorni e capostipite della dinastia dei Montano), gli allievi del maestro Athos Perone, Manlio Di Rosa, Mario Curletto, Pierluigi Chicca, Rolando Rigoli, Mario Tullio Montano, Mario Aldo Montano, Tommaso Montano, Carlo Montano, Angelo Scuri, e gli attuali campioni che tuttora si impongono sulle pedane di tutto il mondo, Aldo Montano junior (oro nella sciabola individuale ad Atene 2004) e il fiorettista Andrea Baldini. Tra gli atleti dell'ultima generazione, tra il 2000 e il 2004, ha fatto parte del Circolo Fides anche un allievo del Maestro Antonio Di Ciolo: il grande fiorettista Salvatore Sanzo, che per la società sportiva livornese ha vinto un oro a squadre e un argento individuale nel fioretto alle Olimpiadi di Atene del 2004.
Grazie a loro e a molti altri, il palmarès del Circolo Scherma Fides è davvero invidiabile: 61 medaglie olimpiche (30 d'oro, 28 d'argento e 3 di bronzo) e 107 medaglie ai Campionati Mondiali (41 d'oro, 42 d'argento e 24 di bronzo) solo per citare le due competizioni più importanti. 
Tra le nuove leve del Circolo Fides si sono già messi in luce: Tommaso Lari, Campione del Mondo individuale e a squadre e Campione d'Europa a squadre Under 20 di fioretto, Irene Vecchi, Vice Campionessa del Mondo individuale e a squadre e Campionessa d'Europa Under 23 di sciabola, Beatrice Monaco, Campionessa d'Europa Under 20 di fioretto, Edoardo Luperi, Vice campione del Mondo e Campione d'Europa Under 17 di fioretto, Benedetta Baldini, Campionessa d'Europa a squadre Under 17 di sciabola e Alessandro Paroli, Campione del Mondo a squadre Under 20 di fioretto.
Dal 2013 Carlo Montano è presidente del Circolo Scherma Fides.